# Comamonas
Comamonas ist eine Gattung von Bakterien.

## Merkmale
Die Zellformen der Arten von Comamonas sind unterschiedlich, es können gerade oder leicht gekrümmte Stäbchen auftreten. Die Zellgröße liegt zwischen 0,3 und 0,8 μm in Breite und 1,1 – 4,4 μm in Länge. Teilweise treten auch längere Zellen auf, mit einer Länge von 5 – 7 μm. Auch Spirillen können auftreten. Die Zellen sind entweder einzeln oder bilden Paare. Die meisten Comamonas-Arten sind beweglich durch polare (an einen Zellende) oder bipolare Büschel von Flagellen (eine polytrich-monopolare oder polytrich-bipolare Begeißelung). Die Art C. guangdongensis ist peritrich begeißelt. C. koreensis besitzt keine Flagellen, es ist unbeweglich (nonmotil).

## Stoffwechsel und Wachstum
Gutes Wachstum erfolgt auf Medien mit organischen Säuren, Aminosäuren oder Peptide. Es werden nur wenige Kohlenhydrate genutzt. Die Arten unterscheiden sich u. a. vom Stoffwechsel her. So sind z. B. Comamonas terrigena und C. testosteroni auf Sauerstoff angewiesen (aerob) und chemoorganotroph. Der Stoffwechselweg ist hierbei die Atmung mit Sauerstoff als terminaler Elektronenakzeptor. Arten  wie C. koreensis und C. nitrativorans können wiederum auch anaerob, also unter Ausschluss von Sauerstoff wachsen.

## Ökologie
Comamonas-Stämme sind häufige Bewohner von Boden, Schlamm und Wasser. Sie kommen auch häufig in verschmutzten Umgebungen vor, so beispielsweise in mit Schwermetallen kontaminierten Böden. Sie wurden auch aus verschiedenen klinischen Proben vom Menschen, aus der Krankenhausumgebung sowie aus Pferde- und Kaninchenblut isoliert worden. Stämme von Comamonas verursachen allerdings nur selten Infektionen beim Menschen.
Die Art Comamonas odontotermites wurde aus einem Darm einer Termite (Odontotermes formosanus) isoliert. Der Fundort von Comamonas zonglianii war innerhalb von mit Phenol belasteten Boden, Comamonas composti wurde aus einen Komposthaufen isoliert.
Bakterienstämme von Comamonas wurden von stark mit verschiedenen komplexen organischen Verbindungen und Schwermetallen kontaminierten Standorten isoliert. So wurde ein gegen Cadmium resistenter Stamm in einen mit Schwermetallen belasteten Boden gefunden. Gegen Nickel resistente Stämme wurden aus natürlich nickelhaltigen Böden in Neukaledonien isoliert.
Die Art Comamonas kerstersii ist ein Erreger von Peritonitis. Das Genom wurde 2018 vollständig sequenziert.

## Nutzung
Comamonas ist von starken Interesse für biochemische Anwendungen. Vertreter der Gattung sind, wie auch die näher verwandten Gattungen Burkholderia und Ralstonia zum Abbau von vielen organischen Substraten in der Lage. Hierzu zählen aromatische Verbindungen, wie z. B. Nitrobenzol. Auch Polycyclische aromatische Kohlenwasserstoffe, wie z. B. Chinolin, Phenanthren und Naphthalin können abgebaut werden.
Die Art Comamonas testosteroni kann das Steroidhormon Testosteron als einzige Kohlenstoffquelle nutzen. Testosteron und testosteron-ähnliche Substanzen zählen zu den sogenannten Umwelthormonen. Hierbei handelt es sich um künstlich hergestellte Hormone, die angehäuft in der Umwelt auftreten. Testosteron wurde in Gülle, Klärschlamm, Boden und auch im Trinkwasser gefunden. Es sind für den Menschen gesundheitsschädliche Wirkungen von aufgenommenen Steroidhormonen bekannt. Sie können auf das Immun- und Herz-Kreislaufsystem und auf das Nervensystem wirken. Da Comamonas testosteroni in der Lage ist, Testosteron abzubauen, könnte es z. B. in Kläranlagen eingesetzt werden. Des Weiteren ist diese Art in der Lage Poly3HB, ein Polyhydroxyalkanoat abzubauen, was für den Bereich Bio-basierten Kunststoffen von Interesse ist. Auch den u. a. bei der Produktion von Medizinmitteln gebildetes 4-Chlorphenol kann Comamonas testosteroni abbauen. Chlorphenole sind giftig und können sich innerhalb von Böden anreichern. Sie entstehen u. a. bei der Herstellung von Medikamenten oder Pestiziden.
Ein von C. testosteroni isoliertes Enzym wird für die Herstellung der Ursodesoxycholsäure genutzt. Ursodesoxycholsäure wird z. B. als Mittel bei Erkrankungen der Leber medizinisch genutzt. Das Genom von C. testosteroni wurde 2009 komplett sequenziert.
Ein Stamm von Comamonas (Comamonas sp. JS765) baut Nitrobenzol ab. Es kann die Verbindung als einzige Quelle für den Gewinn von Kohlenstoff, Stickstoff und Energie nutzen. Nitrobenzol ist giftig und gilt als möglicher Auslöser von Krebs.

## Systematik
Die Gattung Comamonas zählt zu der Familie der Comamonadaceae. Die Typusart ist Comamonas terrigena (ex Hugh 1962) De Vos et al. 1985. Comamonas wurde 1985 geschaffen und umfasste eine einzige Art, C. terrigena. Kurz nach der Beschreibung von Comamonas terrigena wurden Pseudomonas acidovorans und Pseudomonas testosteroni als Mitglieder der Gattung Comamonas zugeordnet. Comamonas acidovorans wurde jedoch wieder in Delftia acidovorans umklassifiziert. C. terrigena umfasste drei Stammcluster mit klinischen Isolaten vom Menschen, die jetzt als C. terrigena, C. aquatica und C. kerstersii geführt werden. In der folgenden Zeit wurden weitere Arten beschrieben, im September 2023 wurden ca. 25 Arten geführt.
Der Name wird gelegentlich falsch wiedergegeben als: „Comamon“, „Commamonas“, „Commonas“ oder „Comomonas“.
Es folgt eine Liste einiger Spezies:
- Comamonas aquatica (Hylemon et al. 1973) Wauters et al. 2003
- Comamonas aquatilis Kämpfer et al. 2018
- Comamonas badia Tago and Yokota 2005
- Comamonas composti Young et al. 2008
- Comamonas denitrificans Gumaelius et al. 2001
- Comamonas granuli Kim et al. 2011
- Comamonas guangdongensis Zhang et al. 2013
- Comamonas humi Hatayama 2014
- Comamonas jiangduensis Sun et al. 2013
- Comamonas kerstersii Wauters et al. 2003
- Comamonas testosteroni (Marcus and Talalay 1956) Tamaoka et al. 1987
- Comamonas zonglianii Yu et al. 2011